# Alexandre Ayres
Cláudio Alexandre Ayres da Costa, conhecido como Alexandre Ayres (Maceió, 7 de junho de 1981), é um advogado e político brasileiro, filiado ao MDB. Atualmente, exerce o cargo de deputado estadual por Alagoas, sendo o mais votado nas eleições de 2022.

## Formação e Início de Carreira
Formado em Direito, Alexandre Ayres iniciou sua trajetória profissional como coordenador jurídico da Secretaria de Saúde de Alagoas, cargo que ocupou entre 2004 e 2009. Seu trabalho na área da saúde pública marcou o início de sua atuação em políticas públicas.

## Secretário de Saúde de Alagoas
Em 2019, Ayres foi nomeado secretário de Saúde do estado de Alagoas, permanecendo no cargo até 2022. Durante sua gestão, liderou iniciativas para ampliar o acesso à saúde no estado, com destaque para o fortalecimento da atenção básica e a gestão de crises sanitárias.

## Deputado Estadual
Nas eleições estaduais de 2022, Alexandre Ayres foi eleito deputado estadual, sendo o candidato mais votado para a Assembleia Legislativa de Alagoas, com 61.142 votos.
Desde o início de seu mandato, Ayres tem apresentado projetos de lei voltados para a saúde, educação e reconhecimento de profissionais, como a criação da Comenda Omar Coêlho de Melo para homenagear advogados alagoanos.

## Vida Pessoal
Alexandre Ayres é casado e pai de duas filhas, Letícia e Lavínia. É irmão de Cláudio Filho, Cacau, ex-prefeito de Marechal Deodoro.